# Marisa Paredes
Marisa Paredes, właśc. María Luisa Paredes Bartolomé (ur. 3 kwietnia 1946 w Madrycie, zm. 17 grudnia 2024 tamże) – hiszpańska aktorka filmowa i teatralna.

## Życiorys
Zagrała w sześciu filmach Pedro Almodóvara i w wielu innych produkcjach.
Zasiadała w jury sekcji "Cinéfondation" na 57. MFF w Cannes (2004).
Mężem Paredes był Antonio Isasi-Isasmendi, miała córkę Maríę Isasi (ur. 1975).

## Filmografia
- 1960: 091 Policía al habla
- 1960: Los económicamente débiles
- 1961: Canción de cuna
- 1962: Okropny doktor Orloff (Gritos en la noche)
- 1963: Llegar a más
- 1965: El mundo sigue
- 1966: La tía de Carlos en mini-falda
- 1968: La amante estelar
- 1968: No disponible
- 1968: Réquiem para el gringo
- 1968: Tinto con amor
- 1969: Carola de día, Carola de noche
- 1969: La Revoltosa
- 1969: El señorito y las seductoras
- 1970: Fray Dólar
- 1971: Goya, historia de una soledad
- 1971: El espíritu del animal
- 1971: Pastel de sangre
- 1972: Abismo
- 1974: Larga noche de julio
- 1976: El perro
- 1980: Ópera prima
- 1980: Sus años dorados
- 1983: Pośród ciemności (Entre tinieblas)
- 1984: Rowery na lato (Las bicicletas son para el verano)
- 1986: Tata mía
- 1986: Delirios de amor (film)
- 1987: Mientras haya luz
- 1987: Tras el cristal
- 1987: Biała maseczka (Cara de acelga)
- 1988: Tu novia está loca
- 1989: Delirios de amor (serial)
- 1990: Continental
- 1991: Wysokie obcasy (Tacones lejanos)
- 1992: Bezimienna królowa (La reina anónima)
- 1992: Po sezonie (Zwischensaison)
- 1992: La última respuesta
- 1992: Golem, l'esprit de l'exil
- 1993: Tombés du ciel
- 1993: Tierno verano de lujurias y azoteas
- 1995: Kwiat mego sekretu (La flor de mi secreto)
- 1995: La nave de los locos
- 1996: Karmazynowa głębia (Profundo carmesí)
- 1996: Cronaca di un amore violato
- 1996: Trzy życia, jedna śmierć (Trois vies & une seule mort)
- 1997: Życie jest piękne (La vita è bella)
- 1997: Docteur Chance
- 1998: Szepty aniołów (Talk of Angels)
- 1998: Le serpent a mangé la grenouille
- 1998: Pierwszeństwo (Préférence)
- 1998: Señores de Gardenia
- 1999: Jonasz i Lila do jutra (Jonas et Lila, à demain)
- 1999: Nie ma kto pisać do pułkownika (El coronel no tiene quien le escriba)
- 1999: Wszystko o mojej matce (Todo sobre mi madre)
- 2000: Leo
- 2001: Salvajes
- 2001: Kręgosłup diabła (El espinazo del diablo)
- 2001: Afrodita, el sabor del amor
- 2002: Porozmawiaj z nią (Hable con ella)
- 2003: Dans le rouge du couchant
- 2003: Una preciosa puesta de sol
- 2004: Frío sol de invierno
- 2005: O Espelho Mágico
- 2005: Królowe (Reinas)
- 2006: Las películas de mi madre
- 2006: Una ballena muriendo en el desierto
- 2006: Cztery ostatnie pieśni (Four Last Songs)
- 2007: Después de la lluvia
- 2007: El camino de Ana
- 2008: 1ª vez 16 mm
- 2008: Mężczyzna, który kocha (L'Uomo che ama)
- 2009: Amores locos, inny tytuł: Tuya
- 2010: El dios de madera
- 2010: Gigola
- 2010: Felipe y Letizia
- 2011: Les yeux de sa mère
- 2011: Skóra, w której żyję (La piel que habito)
- 2012: Linhas de Wellington
- 2012: As Linhas de Torres Vedras
- 2012: Foto